# نیکی توتوریالز
نیکی توتوریالز (به انگلیسی: NikkieTutorials) با نام اصلی نیکی دی جگر (زاده ۲ مارس ۱۹۹۴) یوتیوبر و چهره‌پرداز هلندی است.
او در سال ۲۰۲۰ آشکار کرد که یک زن ترنس است.

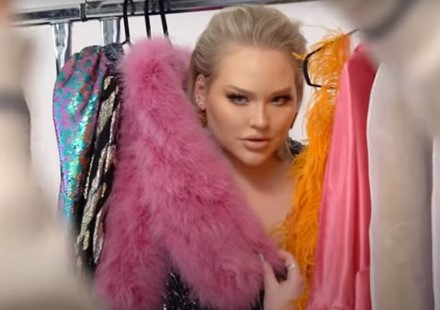
نیکی توتوریالز